# Moxie (filme)
Moxie (estilizado como MOXiE!) é um filme americano de comédia dramática de 2021 dirigido por Amy Poehler, baseado no romance homônimo de 2018 de Jennifer Mathieu. É estrelado por Hadley Robinson, Lauren Tsai, Patrick Schwarzenegger, Nico Hiraga, Sydney Park, Josephine Langford, Clark Gregg, Ike Barinholtz, Marcia Gay Harden e Poehler. A trama se concentra em Vivian, de 16 anos (Hadley Robinson), que inicia uma manifestação feminista para dar voz as jovens de sua escola, logo após elas passarem por bullying, assédio sexual e estupro. O filme foi lançado em 3 de março de 2021 pela Netflix e recebeu críticas mistas à positivas dos críticos.

## Premissa
Cansada do status totalmente sexista e tóxico de sua escola, uma jovem tímida de 16 anos encontra inspiração no passado rebelde de sua mãe e anonimamente publica um zine que desencadeia uma revolução feminista em toda sua escola.

## Enredo
Vivian tem 16 anos e mora com sua mãe Lisa. Ela estuda na Rockport High School, onde se junta a sua melhor amiga Claudia. Eles vão para à aula ministrada pelo Sr. Davies. Vivian nota um colega de classe, Seth, que ficou mais atraente durante o verão. Anteriormente, ele costumava ser chamado de Seth, o Camarão. O Sr. Davies apresenta uma nova aluna, Lucy. Davies começa uma discussão sobre o livro The Great Gatsby, que Lucy critica como mais uma história de um cara branco rico expressando tristeza por não ter uma mulher. O astro e atleta Mitchell interrompe a opinião de Lucy e defende Gatsby.
Mais tarde, Vivian testemunha como Mitchell acaba pegando o refrigerante que Lucy estava tentando comprar e cospe nele. Lucy relata Mitchell ao Diretor Shelly, que não quer penalizar Mitchell e tenta evitar se envolver.
Em casa, Vivian vasculha as coisas de Lisa, encontra zines antigos e se inspira. No dia seguinte, na escola, acontece um incidente onde uma lista feita por atletas é enviada para o telefone de todos. Muitas meninas ficam constrangidas com seus superlativos, dando-lhes opiniões sexistas e perversas e deixando as meninas constrangidas. Quando Lucy é considerada um palavrão por Mitchell, Vivian se inspira em sua mãe feminista Lisa e começa o "Moxie", um zine que visa denunciar o tratamento injusto de meninas na escola e capacitá-las a apresentar seus problemas.
Vivian torna-se amiga de Lucy, assim como de um grupo de outras garotas que foram humilhadas, mas sua melhor amiga Claudia reluta em apoiar o movimento e isso causa um rompimento entre as duas. Vivian também inicia um relacionamento com Seth, que sabe que ela começou o Moxie e a apóia totalmente.
Depois que Mitchell ganha um prêmio de atleta sobre a candidata das meninas, Kiera, Vivian volta para casa deprimida, bebendo uma garrafa de champanhe pelo caminho. Ela chega em casa e encontra Lisa com seu namorado John, e fica irritada por ela ter mantido esse relacionamento em segredo dela. Vivian então vomita.
Mais tarde, as meninas do Moxie respondem à vitória de Mitchell colocando adesivos grosseiros por toda a escola. A diretora Shelly, que foi chamada pelo Moxie por não apoiar as meninas, tenta fechar o grupo. Claudia, que acabou se juntando ao grupo, leva a culpa. Vivian então atinge um ponto baixo quando Claudia a grita por não ter se manifestado (ela sabia que Vivian começou o Moxie), ao mesmo tempo em que bateu em Seth e Lisa depois que ela gritou com eles e John durante o jantar.
Vivian encontra um bilhete de uma garota anônima que alegou ter sido estuprada no ano anterior. Vivian faz com que os apoiadores do Moxie encenem uma retirada em apoio à garota. A maioria dos alunos o faz, e Vivian revela ter iniciado o Moxie. A líder de torcida Emma se apresenta como a garota que escreveu a nota, declarando que Mitchell, seu ex, era seu estuprador. Ela se levanta e revela a todos que Mitchell a estuprou no ano anterior, quando eles estavam namorando, e ele chamá-la de "Most Bangable" a deixou mortificada. Todos os alunos ficam horrorizados e dão seu apoio. Shelly ouve e se prepara para finalmente punir Mitchell.
Vivian se reconcilia com sua mãe, Claudia e Seth, e o Moxie ganha mais seguidores. Lisa expressa orgulho de sua filha. As meninas dão uma festa em comemoração ao Moxie.

## Elenco
- Hadley Robinson como Vivian Carter
- Lauren Tsai como Claudia
- Alycia Pascual-Peña como Lucy Hernandez
- Nico Hiraga como Seth Acosta
- Sabrina Haskett como Kaitlynn Price
- Patrick Schwarzenegger como Mitchell Wilson
- Sydney Park como Kiera Pascal
- Anjelika Washington como Amaya
- Emily Hopper como Meg
- Josie Totah como CJ
- Amy Poehler como Lisa Johnson
- Ike Barinholtz como Sr. Davies
- Marcia Gay Harden como Diretora Marlene Shelly
- Josephine Langford como Emma Cunningham
- Joshua Darnell Walker como Jason "Jay"
- Clark Gregg como John
- Charlie Hall como Bradley
- Darrell M. Davie como Blaze
- Cooper Mothersbaugh como Darryl

#### Cameos
- Ron Perkins como Escriturário Clerk
- Greg Poehler como Âncora de Notícia
- Helen Slayton-Hughes como Helen
- Kevin Dorff como Gerente da mercearia
- David Schwartz como Músico
- The Linda Lindas como Banda da festa

## Produção
Em fevereiro de 2019, foi anunciado que Amy Poehler dirigiria o filme, com um roteiro de Tamara Chestna e atuaria como produtora em seu estúdio Paper Kite Productions, com distribuição da Netflix. Em outubro de 2019, Hadley Robinson, Lauren Tsai, Patrick Schwarzenegger e Ike Barinholtz se juntaram ao elenco do filme. Em novembro de 2019, Josephine Langford, Marcia Gay Harden e Clark Gregg também juntaram-se ao elenco.

### Filmagens
As gravações começaram em outubro de 2019 em Arcadia, Califórnia.

## Lançamento
O filme foi lançado em 3 de março de 2021, na Netflix.

## Recepção
No agregador de críticas Rotten Tomatoes, o filme tem uma taxa de aprovação de 70% com base em 114 avaliações, com uma classificação média de 6,5/10. O consenso dos críticos do site diz: "Moxie fica um pouco aquém de seu ingrediente titular quando se trata de abordar totalmente os temas oportunos de seu enredo, mas esta doce história sobre amadurecimento ainda é fácil de gostar." No Metacritic, possui uma pontuação média ponderada de 54 de 100 com base em 25 críticos, indicando "críticas mistas ou médias".

Rasha Jameel, escrevendo no The Daily Star, acusou o filme de tokenismo. Criticando sua inserção "descuidada" do tropo do "salvador branco", Jameel escreveu: "o filme adiciona personagens de cor e um personagem branco com deficiência, mas em vez de permitir que esses personagens falem ou ajam em seu nome, a narrativa é contada principalmente através da perspectiva muito comum de uma americana branca privilegiada."